# Spominski znak Holmec
Spominski znak Holmec je spominski znak Slovenske vojske, ki je podeljen veteranom TO RS in Slovenske policije za zasluge pri spopadu za mejni prehod Holmec junija 1991 med slovensko osamosvojitveno vojno.
Sam znak je prejelo 312 udeležencev spopada.

## Nosilci
- seznam nosilcev spominskega znaka Holmec